# Аустралија на Зимским олимпијским играма 2010.
Аустралији је ово било седамнаесто учешће на Зимским олимпијским играма. На Олимпијским играма 2010., у Ванкуверу, Британска Колумбија у Канади учествовали су са 40 учесника, који су се такмичили у једанаест спортова.
На свечаном отварању заставу Аустралије носила је такмичарка у сноубордингу Тора Брајт.
Такмичар у сноубординг у Скот Џејмс са својих 15 година је најмлађи учесник Зимских олимпијских игара 2010.

## Учесници по спортовима
| Спорт                           | Мушкарци | Жене | Укупно |
| ------------------------------- | -------- | ---- | ------ |
| Алпско скијање                  | 2        | 0    | 2      |
| Биатлон                         | 1        | 0    | 1      |
| Боб                             | 5        | 2    | 7      |
| Скијашко трчање                 | 2        | 1    | 3      |
| Уметничко клизање               | 0        | 1    | 1      |
| Слободно скијање                | 4        | 7    | 11     |
| Санкање                         | 0        | 1    | 1      |
| Брзо клизање на кратким стазама | 1        | 1    | 2      |
| Скелетон                        | 1        | 2    | 3      |
| Сноубординг                     | 4        | 4    | 8      |
| Брзо клизање                    | 0        | 1    | 1      |
| Укупно(11)                      | 20       | 20   | 40     |

## Освајачи медаља
Аустралија је на Зимским олимпијским играма 2010. освојио три медаље, две златне и једну сребрну.

### Злато
- Тора Брајт – Сноубординг, халфпајп жене
- Лидија Ласила – Слободно скијање, акробатски скокови, жене

### Сребро
- Дејл Бег-Смит – Слободнио скијање, могул мушкарци

## Алпско скијање
| Такмичар    | Дисциплина      | Резултати | Резултати | Резултати           |
| Такмичар    | Дисциплина      | Укупно    | Заостатак | Пласман/ук. (учес.) |
| ----------- | --------------- | --------- | --------- | ------------------- |
| Крејг Бранч | Спуст           | 1:57,19   | 2,88      | 34 / 59 (64)        |
| Крејг Бранч | Супервелеслалом | 1:32,89   | 2,55      | 29 / 45 (64)        |
| Џоно Брауер | Спуст           | 1:58,08   | 3,77      | 39 / 59 (64)        |
| Џоно Брауер | Супервелеслалом | 1:32,92   | 2,58      | 30 / 45 (64)        |

## Биатлон
| Такмичар         | Дисциплина              | Финале  | Финале      | Финале       | Финале |
| Такмичар         | Дисциплина              | Време   | Промашаји   | Пласман      |        |
| ---------------- | ----------------------- | ------- | ----------- | ------------ | ------ |
| Алексеј Алмоуков | Спринт за мушкарце      | 30:57,9 | 4 (3+1)     | 87 / 87 (88) |        |
| Алексеј Алмоуков | Појединачно за мушкарце | 57:37,6 | 4 (1+1+2+0) | 78 / 88 (88) |        |

## Боб

### Жене
| Такмичарке                             | Дисциплина | Резултат     | Резултат     | Резултат     | Резултат | Резултат | Резултат     |
| Такмичарке                             | Дисциплина | 1. вожња     | 2. вожња     | 3. вожња     | 4. вожња | Укупно   | Пласман      |
| -------------------------------------- | ---------- | ------------ | ------------ | ------------ | -------- | -------- | ------------ |
| Сесилија Макинтош Астрид Лок-Вилкинсон | Двосед     | 54,85 (1,66) | 54,66 (1,65) | 55,16 (2,31) |          | 2:44,67  | 19 / 19 (21) |

### Мушкарци
| Такмичари                                                          | Дисциплина | Резултат                | Резултат                | Резултат                | Резултат                | Резултат                | Резултат                |
| Такмичари                                                          | Дисциплина | 1. вожња                | 2. вожња                | 3. вожња                | 4. вожња                | Укупно                  | Пласман                 |
| ------------------------------------------------------------------ | ---------- | ----------------------- | ----------------------- | ----------------------- | ----------------------- | ----------------------- | ----------------------- |
| Џереми Ролстон Данкан Мајкл Пју                                    | Двосед     | Нису завршили прву трку | Нису завршили прву трку | Нису завршили прву трку | Нису завршили прву трку | Нису завршили прву трку | Нису завршили прву трку |
| Данкан Харви (1 и 2 вожња) Кристофер Спринг Ентони Рајан (3 вожња) | Двосед     | 53,14 (1,57)            | 54,41 (2,69)            | 53,18 (1,61)            |                         | 2:40,73                 | 22 / 22 (27)            |
| Џереми Ролстон Данкан Мајкл Пју Ентони Рајан Данкан Харви          | Четворосед | Нису стартовали         | Нису стартовали         | Нису стартовали         | Нису стартовали         | Нису стартовали         | Нису стартовали         |

## Скијашко трчање

### Жене
| Име           | Дисциплина      | Квалификације   | Квалификације | Четвртфинале          | Четвртфинале          | Полуфинале            | Полуфинале            | Финале                | Финале       |
| Име           | Дисциплина      | Резултат        | Пласман       | Резултат              | Пласман               | Резултат              | Пласман               | Резултат              | Пласман      |
| ------------- | --------------- | --------------- | ------------- | --------------------- | --------------------- | --------------------- | --------------------- | --------------------- | ------------ |
| Естер Ботомли | спринт класично | 4:05,12 (27,07) | 50            | Није се квалификовала | Није се квалификовала | Није се квалификовала | Није се квалификовала | Није се квалификовала | 50 / 54 (54) |

### Мушкарци
| Име     | Дисциплина     | Финале       | Финале       | Финале    | Финале    | Финале       |
| Име     | Дисциплина     | 1. трка      | 2. трка      | Укупно    | Заостатак | Пласман      |
| ------- | -------------- | ------------ | ------------ | --------- | --------- | ------------ |
| Бен Сим | 15 км слободно |              |              | 35:48,6   | 2:12,3    | 45 / 95 (96) |
| Бен Сим | 30 км потера   | 43:16,4 (47) | 39:45,7 (48) | 1:23:25,8 | 8:14,4    | 47 / 56 (64) |

| Дисциплина    | Такмичари        | Квалификације    | Квалификације | Четвртфинале      | Четвртфинале      | Полуфинале        | Полуфинале        | Финале            | Финале        |
| Дисциплина    | Такмичари        | Резултат         | Пласман/учес. | Резултат          | Пласман/учес      | Резултат          | Пласман/учес.     | Резултат          | Пласман/учес. |
| ------------- | ---------------- | ---------------- | ------------- | ----------------- | ----------------- | ----------------- | ----------------- | ----------------- | ------------- |
| Спринт        | Пол Мари         | 3:52,96 (18,39)  | 55/62         | Није се пласирао  | Није се пласирао  | Није се пласирао  | Није се пласирао  | Није се пласирао  | 55 / 62 (62)  |
| Спринт екипно | Пол Мари Бен Сим | 19:57,0 (1:13,9) | 20 / 22       | Нису се пласирали | Нису се пласирали | Нису се пласирали | Нису се пласирали | Нису се пласирали | 20 / 22 (22)  |

## Уметничко клизање
| Клизачица | Дисциплина  | Кратки програм | Кратки програм | Слободни састав | Слободни састав | Укупно | Укупно       |
| Клизачица | Дисциплина  | Оцене          | Пласман        | Оцене           | Пласман         | Оцене  | Пласман      |
| --------- | ----------- | -------------- | -------------- | --------------- | --------------- | ------ | ------------ |
| Челци Ли  | Појединачно | 52,16          | 18             | 86,00           | 20              | 138,16 | 20 / 24 (30) |

## Слободно скијање

### Жене
Ски крос
| Такмичарка  | Дисциплина | Квалификације | Квалификације | Осмина финала | Четвртфинале | Полуфинале        | Финале            | Финале            | Финале       |
| Такмичарка  | Дисциплина | Време         | Ранг          | Ранг          | Ранг         | Ранг              | Б финале          | Финале            | Пласман      |
| ----------- | ---------- | ------------- | ------------- | ------------- | ------------ | ----------------- | ----------------- | ----------------- | ------------ |
| Катја Крема | Ски крос   | 1:20,19       | 17 КВ         | 2 гр. 2 КВ    | 2 гр. 1      | Није се пласирала | Није се пласирала | Није се пласирала | 15 / 35 (35) |
| Џени Овенс  | Ски крос   | 1:19,80       | 15 КВ         | 2 гр. 8 КВ    | 3 гр. 4      | Није се пласирала | Није се пласирала | Није се пласирала | 13 / 35 (35) |

Скокови
| Такмичарка       | Дисциплина | Квалификације | Квалификације | Квалификације | Квалификације | Финале            | Финале            | Финале            | Пласман      |
| Такмичарка       | Дисциплина | 1. скок       | 2. скок       | Укупно        | Пласман       | 1. скок           | 2. скок           | Укупно            | Пласман      |
| ---------------- | ---------- | ------------- | ------------- | ------------- | ------------- | ----------------- | ----------------- | ----------------- | ------------ |
| Џеки Купер       | Скокови    | 87,88 (9)     | 75,11 (14)    | 162,29        | 11 КВ         | 90,82 (7)         | 103,47 (4)        | 194,29            | 5 / 23 (23)  |
| Елизабет Гарднер | Скокови    | 89,00 (7)     | 75,60 (13)    | 164,60        | 10 КВ         | 63,09 (12)        | 23,61 (12)        | 86,70             | 12 / 23 (23) |
| Лидија Ласила    | Скокови    | 85,65 (13)    | 81,90 (9)     | 167,55        | 9 КВ          | 106,25 (2)        | 108,49 (1)        | 214,74            |              |
| Бри Манро        | Скокови    | 74,37 (17)    | 69,09 (16)    | 143,46        | 18            | Није се пласирала | Није се пласирала | Није се пласирала | 18 / 23 (23) |

Могул
| Такмичар     | Дисциплина | Квалификације | Квалификације | Финале            | Финале            |
| Такмичар     | Дисциплина | Поени         | Пласман       | Поени             | Пласман           |
| ------------ | ---------- | ------------- | ------------- | ----------------- | ----------------- |
| Бритени Кокс | Могул      | 19,87         | 23            | Није се пласирала | Није се пласирала |

### Мушкарци
Ски крос
| Такмичарка | Дисциплина | Квалификације | Квалификације | Осмина финала | Четвртфинале | Полуфинале | Финале   | Финале           | Финале      |
| Такмичарка | Дисциплина | Време         | Ранг          | Ранг          | Ранг         | Ранг       | Б финале | Финале           | Пласман     |
| ---------- | ---------- | ------------- | ------------- | ------------- | ------------ | ---------- | -------- | ---------------- | ----------- |
| Скот Нелер | Ски крос   | 1:13,85       | 12 КВ         | 2 гр. 6 КВ    | 2 гр. 3 КВ   | 3 гр. 2    | 3 гр. 7  | Није се пласирао | 6 / 27 (33) |

Скокови
| Такмичар     | Дисциплина | Квалификације | Квалификације | Квалификације | Квалификације | Финале           | Финале           | Финале           | Пласман      |
| Такмичар     | Дисциплина | 1. скок       | 2. скок       | Укупно        | Пласман       | 1. скок          | 2. скок          | Укупно           | Пласман      |
| ------------ | ---------- | ------------- | ------------- | ------------- | ------------- | ---------------- | ---------------- | ---------------- | ------------ |
| Дејвид Морис | Скокови    | 105,09 (16)   | 115,93 (9)    | 221,02        | 13            | Није се пласирао | Није се пласирао | Није се пласирао | 13 / 24 (25) |

Могул
| Такмичар      | Дисциплина | Квалификације | Квалификације | Финале           | Финале           |
| Такмичар      | Дисциплина | Поени         | Пласман       | Поени            | Пласман          |
| ------------- | ---------- | ------------- | ------------- | ---------------- | ---------------- |
| Дејл Бег-Смит | Могул      | 25,03         | 4             | 26,58            |                  |
| Рамон Купер   | Могул      | 21,11         | 27            | Није се пласирао | Није се пласирао |

## Санкање
| Такмичарка      | Дисциплина | 1. вожња       | 2. вожња       | 3. вожња       | 4. вожња       | Укупно   | Зостатак | Пласман      |
| --------------- | ---------- | -------------- | -------------- | -------------- | -------------- | -------- | -------- | ------------ |
| Хана Кембел-Пег | Једносед   | 42,527 (0,799) | 42,570 (1,089) | 42,606 (0,940) | 42,519 (0,902) | 2:50,222 | 3,698    | 23 / 27 (31) |

## Брзо клизање на кратким стазама

### Жене
| Такмичар           | Дисциплина  | Квалификације | Квалификације | Четвртфинале          | Четвртфинале          | Полуфинале            | Полуфинале            | Б финале              | Б финале              | Финале                | Финале                | Позиција              |
| Такмичар           | Дисциплина  | Време         | Позиција      | Време                 | Позиција              | Време                 | Позиција              | Време                 | Позиција              | Време                 | Позиција              | Позиција              |
| ------------------ | ----------- | ------------- | ------------- | --------------------- | --------------------- | --------------------- | --------------------- | --------------------- | --------------------- | --------------------- | --------------------- | --------------------- |
| Татјана Бородулина | 500 метара  | 44,901        | 3 гр.2        | Није се квалификовала | Није се квалификовала | Није се квалификовала | Није се квалификовала | Није се квалификовала | Није се квалификовала | Није се квалификовала | Није се квалификовала | Није се квалификовала |
| Татјана Бородулина | 1000 метара | 1:32,509      | 1 гр.3        | 1:32,465              | 2. гр.4               | 1:29,663              | 3 гр. 1               | 1:32,661              | 4. Б фин.             | Није се квалификовала | Није се квалификовала | 7 / 26 (32)           |
| Татјана Бородулина | 1500 метара | 2:27,408      | 2 гр.5        |                       |                       | 2:21,617              | 4 гр. 3               | 2:43,051              | 3. Б фин.             | Није се квалификовала | Није се квалификовала | 11 / 30 (36)          |

### Мушкарци
| Такмичар   | Дисциплина   | Квалификације | Квалификације | Четвртфинале         | Четвртфинале         | Полуфинале           | Полуфинале           | Финале               | Финале               | Позиција             |
| Такмичар   | Дисциплина   | Време         | Позиција      | Време                | Позиција             | Време                | Позиција             | Време                | Позиција             | Позиција             |
| ---------- | ------------ | ------------- | ------------- | -------------------- | -------------------- | -------------------- | -------------------- | -------------------- | -------------------- | -------------------- |
| Лаклан Хеј | 1.000 метара | 1:26,132      | 4 гр.8        | Није се квалификовао | Није се квалификовао | Није се квалификовао | Није се квалификовао | Није се квалификовао | Није се квалификовао | Није се квалификовао |

## Скелетон

### Жене
| Такмичарка       | Дисциплина | 1. вожња     | 2. вожња     | 3. вожња     | 4. вожња     | Укупно  | Заостатак | Пласман      |
| ---------------- | ---------- | ------------ | ------------ | ------------ | ------------ | ------- | --------- | ------------ |
| Мелиса Хоар      | Скелетон   | 54,73 (0,90) | 54,48 (0,37) | 54,48 (0,80) | 54,53 (0,71) | 3:38,22 | 2,58      | 12 / 19 (20) |
| Ема Линколн-Смит | Скелетон   | 54,28 (0,45) | 54,41 (0,30) | 54,54 (0,86) | 54,0 (0,58)  | 3:37,63 | 1,99      | 10 / 19 (20) |

### Мушкарци
| Такмичар   | Дисциплина | 1. вожња     | 2. вожња     | 3. вожња     | 4. вожња | Укупно  | Заостатак | Пласман      |
| ---------- | ---------- | ------------ | ------------ | ------------ | -------- | ------- | --------- | ------------ |
| Ентони Дин | Скелетон   | 54,55 (2,23) | 54,12 (1,55) | 54,68 (2,48) |          | 2:43,35 |           | 23 / 26 (28) |

## Сноубординг

### Жене

#### Халфпајп
| Такмичарка   | Квалификације | Квалификације | Квалификације | Полуфинале        | Полуфинале        | Полуфинале        | Финале   | Финале   | Финале  | Пласман     |
| Такмичарка   | 1. вожња      | 2. вожња      | Пласман       | 1. вожња          | 2. вожња          | Пласман           | 1. вожња | 2. вожња | Пласман | Пласман     |
| ------------ | ------------- | ------------- | ------------- | ----------------- | ----------------- | ----------------- | -------- | -------- | ------- | ----------- |
| Тора Брајт   | 41,3          | 45.8          | 1             | Директно у финале | Директно у финале | Директно у финале | 5.9      | 45.0     | 1       |             |
| Холи Крофорд | 38.6          | 39.5          | 7             | 17.3              | 41.7              | 1                 | 23.9     | 30.3     | 8       | 8 / 30 (30) |

#### Сноуборд крос
| Такмичарка       | Квалификације | Квалификације | Осмина финала         | Четвртфинале          | Полуфинале            | Финале                | Пласман     |
| Такмичарка       | Време         | Пласман       | Пласман               | Пласман               | Пласман               | Финале                | Пласман     |
| ---------------- | ------------- | ------------- | --------------------- | --------------------- | --------------------- | --------------------- | ----------- |
| Stephanie Hickey | 1:35,26       | 18            | Није се квалификовала | Није се квалификовала | Није се квалификовала | Није се квалификовала | 18 /21 (24) |

#### Паралелни велеслалом
| Такмичарка   | Квалификације | Квалификације | Осмина финала         | Осмина финала         | Четвртфинале          | Четвртфинале          | Полуфинале            | Полуфинале            | Финале                | Финале                | Пласман      |
| Такмичарка   | 1. вожња      | 2. вожња      | 1. вожња              | 2. вожња              | 1. вожња              | 2. вожња              | 1. вожња              | 2. вожња              | 1. вожња              | 2. вожња              | Пласман      |
| ------------ | ------------- | ------------- | --------------------- | --------------------- | --------------------- | --------------------- | --------------------- | --------------------- | --------------------- | --------------------- | ------------ |
| Johanna Shaw | 43,41         | 42,69         | Није се квалификовала | Није се квалификовала | Није се квалификовала | Није се квалификовала | Није се квалификовала | Није се квалификовала | Није се квалификовала | Није се квалификовала | 19 / 29 (30) |

### Мушкарци

#### Халфпајп
| Такмичар   | Квалификације | Квалификације | Квалификације | Полуфинале           | Полуфинале           | Полуфинале           | Финале               | Финале               | Финале               | Пласман      |
| Такмичар   | 1. вожња      | 2. вожња      | Пласман       | 1. вожња             | 2. вожња             | Пласман              | 1. вожња             | 2. вожња             | Пласман              | Пласман      |
| ---------- | ------------- | ------------- | ------------- | -------------------- | -------------------- | -------------------- | -------------------- | -------------------- | -------------------- | ------------ |
| Бен Мејтс  | 28,3          | 29,6          | 9 КВ ПФ       | 3,6                  | 27,2                 | 11 ПФ                | Није се квалификовао | Није се квалификовао | Није се квалификовао | 17 / 39 (40) |
| Скот Џејмс | 7.6           | 28.2          | 12            | Није се квалификовао | Није се квалификовао | Није се квалификовао | Није се квалификовао | Није се квалификовао | Није се квалификовао | 21 / 39 (40) |

#### Сноуборд крос
| Такмичар     | Квалификације | Квалификације | Осмина финала | Четвртфинале         | Полуфинале           | Финале               | Пласман      |
| Такмичар     | Време         | Пласман       | Пласман       | Пласман              | Пласман              | Финале               | Пласман      |
| ------------ | ------------- | ------------- | ------------- | -------------------- | -------------------- | -------------------- | ------------ |
| Damon Hayler | 1:21,81       | 9             | 2 гр.2        | 4 гр. 1              | Није се квалификовао | Није се квалификовао | 10 / 32 (35) |
| Alex Pullin  | 1:20,15       | 1             | 3 гр. 1       | Није се квалификовао | Није се квалификовао | Није се квалификовао | 17 /32 (35)  |

## Брзо клизање
| Такмичарка | Дисциплина  | 1. вожња   | 2. вожња   | Укупно  | Заостатак | Пласман      |
| ---------- | ----------- | ---------- | ---------- | ------- | --------- | ------------ |
| Софи Мјур  | 500 метара  | 39,64 (31) | 39,40 (27) | 79,04   | 2,95      | 29 / 35 (36) |
| Софи Мјур  | 1000 метара |            |            | 1:18,79 | 2,23      | 30 / 35 (36) |